# مزلقان
مزلقان روستایی است در شهرستان ساوه که درجاده همدان ساوه قرار دارد. رودخانه‌ای هم از آن می‌گذرد.
مزلقان منطقه‌ای وسیع با آب و هوای کوهستانی است. در این ناحیه چند روستا واقع شده‌است که اصلی‌ترین آن‌ها عبارتند از روستاهای مزلقان، طاهره خاتون، مسلم آباد، احمدبیگ، آراقلعه و ... . مزلقان در اصل پایتخت مزدکیان و به نام مزدکان بوده‌است که به مرور زمان تغییر نام داده و به مزلقان تبدیل شده‌است. روستای احمدبیک در همسایگی روستای مزلقان قرار دارد که برخی به اشتباه آن را مزلقان نو می نامند . شاید بتوان مزلقان را یکی از قدیمی‌ترین روستاهای ایران دانست . مردم این منطقه به کشاورزی و دامداری مشغولند. زبان مردم مزلقان و تمام روستاهای اطراف ترکی می‌باشد.

تاریخ مزلقان
قدمت مزلقان به چیزی حدود ۸۰۰۰ سال می‌دانند زیرا 
رویش زرتشت را از مزلقان می‌دانند.
محصولات مزلقان
از محصولات مزلقان میتوان به انگور بادام و باسلوق اشاره کرد.